# Хромопротеины
Хромопротеиды (от греч. chroma — краска) — сложные белки, состоящие из простого белка и связанного с ним окрашенного небелкового компонента — простетической группы. Различают гемопротеины (содержат в качестве простетической группы гем), магнийпорфирины и флавопротеины (содержат производные изоаллоксазина). Хромопротеиды участвуют в таких процессах жизнедеятельности, как фотосинтез, клеточное дыхание и дыхание всего организма, транспорт кислорода и углекислого газа, окислительно-восстановительные реакции, свето- и цветовосприятие.
Хромопротеиды являются важнейшими участниками аккумулирования энергии, начиная от фиксации солнечной энергии в зелёных растениях и утилизации её до превращений в организме животных и человека. Хлорофилл (магнийпорфирин) вместе с белком обеспечивает фотосинтетическую активность растений, катализируя расщепление молекулы воды на водород и кислород (поглощением солнечной энергии). Гемопротеины (железопорфирины), напротив, катализируют обратную реакцию — образование молекулы воды, связанное с освобождением энергии.